# Unterseeboot UC-42
Pour les autres navires du même nom, voir Unterseeboot 42.
L'Unterseeboot UC-42 est un sous-marin (U-Boot) mouilleur de mines allemand de type UC II utilisé par la Kaiserliche Marine pendant la Première Guerre mondiale. Le U-boot a été commandé le 20 novembre 1915 et lancé le 21 septembre 1916. Il a été mis en service dans la marine impériale allemande le 18 novembre 1916 sous le nom de UC-42. En six patrouilles, opérant à partir du 1er janvier 1917, l'UC-42 a réussi à couler quatorze navires totalisant 9877 tonneaux de jauge brute et à neutraliser un navire de guerre de 1210 tonnes de déplacement.

## Conception
Sous-marin de type UC II, l'UC-42 avait un déplacement de 400 tonnes en surface et de 480 tonnes en plongée. Il avait une longueur hors tout de 49,45 m, un maître-bau de 5,22 m et un tirant d'eau de 3,68 m. Le sous-marin était propulsé par deux moteurs diesel 6 cylindres à quatre temps produisant chacun 260 ch (190 kW), soit un total de 520 ch (380 kW), et par deux moteurs électriques produisant 460 ch (340 kW), actionnant deux arbres d'hélice.
Le sous-marin avait une vitesse maximale de 11,7 nœuds (21,7 km/h) en surface et de 6,7 nœuds (12,4 km/h) en immersion. Son autonomie était de 9410 milles marins (17430 km) à 7 nœuds (13 km/h) en surface, et de 60 milles marins (110 km) à 4 nœuds (7,4 km/h) en immersion. Il lui fallait 48 secondes pour plonger, et il était capable d’opérer à une profondeur maximale de 50 mètres.
L'UC-42 était équipé de trois tubes lance-torpilles de 500 mm, un à l’arrière et deux à l’avant, avec sept torpilles, et d’un canon de pont de 8,8 cm SK L/30. Mais son arme principale était ses six puits de mine de 1000 mm portant dix-huit mines UC 200. Son effectif était de vingt-six membres d’équipage.

## Perte
L'UC-42 a appareillé pour sa dernière patrouille le 1er septembre 1917.
Le 31 octobre 1917, le torpilleur TB 055 accompagnait les dragueurs de mines opérant à l’entrée du port de Cork. À 15 heures 00, une trace de gazole a été vue flottant à la surface de l’eau. En la suivant jusqu’à sa source, le TB 055 a utilisé son hydrophone pour voir si le gazole provenait d’un sous-marin. Des bruits mécaniques forts, de « martèlements » et de « bruits de turbine » ont été signalés. Pensant qu’il s’agissait d’un U-boot, le TB 055 a largué une bouée de marquage, suivie peu après par une charge de profondeur. Après la détonation de la charge, le TB 055 est retourné dans la zone et a constaté que le volume de gazole flottant avait augmenté et qu’il y avait des bulles qui remontaient à la surface.
Le TB 055 a demandé l’aide du dragueur de mines armé HMT Sarba, situé à proximité. Le Sarba a utilisé son hydrophone mais n’a détecté aucun son provenant du sous-marin présumé. Une deuxième charge de profondeur a été larguée et le Sarba est resté sur zone pendant la nuit. Le lendemain matin, le HMD Sunshine et le TB 058 ont ratissé la zone pour confirmer que l’incident n’était pas une fausse alerte causée par une vieille épave. Le 2 novembre, le gazole remontait encore à la surface et des plongeurs du chantier naval sont arrivés pour inspecter l’épave présumée. Les plongeurs ont signalé un sous-marin allemand couché sur le fond marin avec sa poupe arrachée, et une plaque en laiton sur son kiosque indiquant « C42, 1916 », ce qui a permis de l’identifier comme l'UC-42. Aucun survivant n’a été signalé, même si certaines des écoutilles étaient ouvertes. On pense que le sous-marin a probablement été coulé par l’une de ses propres mines qui a explosé sous sa poupe pendant la pose de mines.
Lorsque le naufrage et l’identification du sous-marin ont été signalés, l’Amirauté britannique a demandé un élément identifiable du navire à des fins de vérification. En décembre 1917, des plongeurs ont récupéré la bouée téléphonique du kiosque. Le département du renseignement naval de la Royal Navy était au courant de la date de départ du sous-marin de Belgique : le 1er septembre. Mais il était sceptique quant aux bruits de martèlement et de moteur signalés par le TB 055. L’Amirauté a rapporté que « la plus longue croisière connue d’un sous-marin de type UC dans les eaux nationales est de 24 jours, donc l'UC-42 devait être coulé bien avant que le TB 055 et le Sarba ne larguent leurs charges de profondeur ».

## Redécouverte
L’épave a été retrouvé le 6 novembre 2010 par les plongeurs irlandais Ian Kelleher, Niall O’Regan, Philip Johnston, Eoin McGarry et Timmy Carey par seulement 27 mètres de profondeur au large de Roche’s Point Co. Cork. Elle a été trouvée avec « peu de dommages d’explosion évidents ». Un numéro de série estampillé sur l’une des hélices a permis une identification positive comme étant l'UC-42.
Une plaque commémorative a ensuite été attachée à la poupe du bateau. En vertu du droit maritime international, il est maintenant une sépulture de guerre, intouchable et sous la responsabilité de la Deutsche Marine.

## Affectations
- I Flottille : du 1er janvier au 10 septembre 1917

## Commandants
- Kapitänleutnant Otto Heinrich Tornow : du 18 novembre 1916 au 17 juillet 1917
- Oberleutnant zur See Hans Albrecht Müller : du 18 juillet au 10 septembre 1917

## Navires coulés
| Date             | Nom                | Nationalité    | Tonnage | Destin    |
| ---------------- | ------------------ | -------------- | ------- | --------- |
| 22 février 1917  | Frolic             | United Kingdom | 183     | Coulé     |
| 22 février 1917  | Lord Collingwood   | United Kingdom | 148     | Coulé     |
| 28 mars 1917     | Urania             | Norvège        | 1688    | Coulé     |
| 29 mars 1917     | Ruby               | United Kingdom | 234     | Coulé     |
| 31 mars 1917     | HMS Carnation      | Royal Navy     | 1210    | Endommagé |
| 4 mai 1917       | Sophie             | Danemark       | 64      | Coulé     |
| 5 mai 1917       | Angela             | United Kingdom | 122     | Coulé     |
| 6 mai 1917       | SS Hebble          | United Kingdom | 904     | Coulé     |
| 9 mai 1917       | Kitty              | United Kingdom | 181     | Coulé     |
| 17 juin 1917     | Lizzie Westoll     | United Kingdom | 2855    | Coulé     |
| 12 juillet 1917  | HMT George Milburn | Royal Navy     | 235     | Coulé     |
| 6 août 1917      | Baysoto            | United Kingdom | 3082    | Coulé     |
| 14 août 1917     | Jane S.            | United Kingdom | 12      | Coulé     |
| 5 septembre 1917 | Glynn              | United Kingdom | 78      | Coulé     |
| 5 septembre 1917 | Industry           | United Kingdom | 91      | Coulé     |